# Amorphophallus kiusiana
Amorphophallus kiusiana là một loài thực vật có hoa trong họ Ráy (Araceae). Loài này được (Makino) Makino mô tả khoa học đầu tiên năm 1911.